# Гудвин, Хенри
Хенри Гудвин, собственно Генрих Бюргель (швед. Henry Buergel Goodwin, нем. Heinrich Karl Hugo Bürgel, 20 февраля 1878, Мюнхен — 11 сентября 1931, Стокгольм) — шведский фотограф-пикториалист.

## Биография

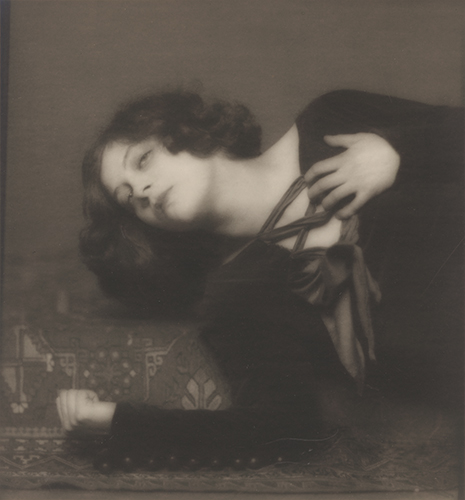
Хенри Гудвин. Портрет Греты Гарбо, ок.1920

С юности отличался англофильством, перешел из католичества в англиканскую церковь, энглизировал имя, готовился к жизни в Великобритании. Изучал северные языки в Лейпцигском университете, защитил диссертацию по одному из памятников древней исландской письменности. Параллельно учился фотоискусству у Никола Першайда. В 1904 вместе с женой переехал в Уппсалу, где в 1906—1909 преподавал немецкий язык в Уппсальском университете. Взял энглизированный псевдоним. В 1908 получил шведское гражданство. После университетского преподавания работал в стокгольмском издательстве как лексикограф. Но постепенно сосредоточился на фотографии. В 1913 организовал учебный курс фотоискусства, который вел Никола Першайд. С 1916 работал как профессиональный фотограф, открыл ателье в Стокгольме, ставшее чрезвычайно модным. В 1921 был приглашен в Нью-Йорк, где три месяца работал в студии Eastman Kodak, показывал свои работы на выставках в Нью-Йорке, Бостоне, Чикаго, Лос-Анджелесе.

## Творчество
Ориентировался на творчество Элвина Кобурна. Прославился художественными портретами и видами шведской столицы. Из его альбомов наиболее известны Konstnärsporträtt (Художественный портрет, 1917) и V årt vackra Stockholm (Наш прекрасный Стокгольм, 1920).

## Выставки в России
Работы Гудвина были представлены российским зрителям в рамках выставки «Стокгольм — Санкт-Петербург. Два портрета в одной раме» (ноябрь-декабрь 2005, см.:  (недоступная ссылка)).